# Федорівка (Донецький район)
Фе́дорівка — село Іловайської міської громади Донецького району Донецької області, Україна.

## Загальні відомості
Відстань до райцентру становить близько 36 км і проходить автошляхом Т 0507.
Землі села межують із Іловайськом та територією с-ща. Благодатне Харцизької міськради Донецької області.
Унаслідок російської військової агресії із серпня 2014 р. Федорівка перебуває на території ОРДЛО.

## Історія
Федорівка (№ 7) до 1917 — лютеранське село області Війська Донського, Таганрозький округ Троїцько-Харцизької волості; у радянські часи — Сталінська/Донецька область, Харцизький (Зуївський)/Макіївський (Дмитрієвський) район. Засноване 1887 року. Лютеранський прихід Таганрог-Єйськ. Землі 1276 десятин. Мешканців: 194 (1905), 210 (1911), 213 (1919), 304/263 німці (1926), 165 (1941).
7 (20) листопада 1917 року, відповідно до Третього Універсалу Української Центральної Ради, увійшло до складу Української Народної Республіки.  

## Населення

### Мова
Розподіл населення за рідною мовою за даними перепису 2001 року:
| Мова       | Кількість | Відсоток |
| ---------- | --------- | -------- |
| російська  | 226       | 89.33%   |
| українська | 27        | 10.67%   |
| Усього     | 253       | 100%     |

За даними перепису 2001 року населення села становило 253 особи, з них 10,67 % зазначили рідною мову українську та 89,33 % — російську.
| Рік  | Населення     |
| ---- | ------------- |
| 1905 | 194           |
| 1911 | 210           |
| 1919 | 213           |
| 1926 | 304/263 німці |
| 1941 | 165           |
| 2001 | 253           |